# 7 (EP của Lil Nas X)
7 là đĩa mở rộng (EP) đầu tay của nam rapper kiêm ca sĩ người Mỹ Lil Nas X, được Columbia Records phát hành vào ngày 21 tháng 6 năm 2019. EP được mở đường nhờ đĩa đơn quán quân Billboard Hot 100 "Old Town Road" (cả phiên bản gốc và bản phối lại với Billy Ray Cyrus) và đĩa đơn "Panini", và có sự tham gia của nhiều nghệ sĩ khách mời như Cyrus, Travis Barker, Ryan Tedder và Cardi B. 7 nhận được tổng cộng sáu đề cử tại Giải Grammy năm 2020, trong đó có đề cử ở hạng mục Album của năm.

## Bối cảnh
Khi tiến hành thu âm cho 7, Lil Nas X chủ ý tránh xây dựng một album toàn những ca khúc rap đồng quê, do anh không muốn bị gán mác là một ca sĩ của thể loại này sau thành công của "Old Town Road". Dù vậy, anh cũng đưa vào EP một ca khúc nhạc đồng quê khác là "Rodeo", nhưng chỉ sau khi các nhà sản xuất của Take a Daytrip trao cho anh phần beat của ca khúc "Panini" và được anh tín nhiệm. Nam ca sĩ cũng nhận được một số bản beat theo phong cách trap để cân nhắc, tuy nhiên anh đã từ chối chúng do không muốn trở thành một "nghệ sĩ nhạc trap".
Trong quá trình thu âm các bài hát, Lil Nas X đăng tải một vài đoạn ngắn của các ca khúc "Panini" và "Rodeo" lên tài khoản mạng xã hội cá nhân để khán giả có thể nghe trước. Điều này xảy ra trước khi cả hai ca khúc được sáng tác xong, và đã gây ra một số vấn đề cho các nhà sản xuất của Take a Daytrip, vì việc những mẩu bài hát bị rò rỉ trở nên phổ biến sẽ khiến họ phải "giữ kín" phần lớn công việc mình đang thực hiện để ca khúc hoàn chỉnh sẽ giống với những đoạn nghe trước đó.
Lil Nas X công bố về 7 và lịch phát hành dự kiến vào tháng 6 của EP vào ngày 18 tháng 5 năm 2019 trên các nền tảng truyền thông xã hội. Đoạn quảng cáo chứa một đoạn ngắn của một bài hát mà Rob Arcand của Spin mô tả là "hát một đoạn hook theo phong cách trap-pop bằng một giọng hát lè nhè được AutoTune chỉnh sửa cứng nhắc". Lil Nas X cho biết EP sẽ bao gồm một ca khúc hợp tác với "một trong số những nghệ sĩ mà tôi yêu thích".

## Các đĩa đơn
"Old Town Road" được phát hành thành đĩa đơn mở đường cho EP vào ngày 3 tháng 12 năm 2018 và đạt đến vị trí quán quân trên bảng xếp hạng Billboard Hot 100 của Hoa Kỳ. Một bản phối lại của bài hát với sự hợp tác của Billy Ray Cyrus được phát hành thành đĩa đơn phối lại vào ngày 5 tháng 4 năm 2019 và trở thành ca khúc thay thế cho phiên bản gốc trên bảng xếp hạng. Hai phiên bản của ca khúc đã thiết lập một kỷ lục mới với 19 tuần liên tiếp dẫn đầu bảng xếp hạng. "Panini" được phát hành thành đĩa đơn thứ ba và cũng là đĩa đơn cuối cùng từ EP vào ngày 20 tháng 6 năm 2019. Ca khúc đạt đến vị trí thứ năm trên bảng xếp hạng Hot 100. Một bản phối lại của ca khúc "Rodeo" hợp tác với Nas được phát hành thành đĩa đơn vào ngày 27 tháng 1 năm 2020.

## Tiếp nhận phê bình
| Đánh giá chuyên môn  | Đánh giá chuyên môn |
| Điểm trung bình      | Điểm trung bình     |
| Nguồn                | Đánh giá            |
| -------------------- | ------------------- |
| Metacritic           | 57/100              |
| Nguồn đánh giá       |                     |
| Nguồn                | Đánh giá            |
| AllMusic             | [ 13 ]              |
| Consequence of Sound | C+                  |
| Pitchfork            | 4,3/10              |
| Rolling Stone        | [ 16 ]              |

7 nhận được những đánh giá trái chiều từ các nhà phê bình âm nhạc. Trên Metacritic, một trang đưa ra số điểm chuẩn trên thang 100 dựa trên các bài đánh giá của các xuất bản phẩm phổ biến, 7 nhận được điểm trung bình là 57 dựa trên 11 bài đánh giá, tương ứng với nhận xét "những đánh giá trái chiều hoặc ở mức trung bình".
Mikael Wood của Los Angeles Times nhận định EP là một trong những sản phẩm đầu tay có sự nỗ lực nhất của năm và gọi các ca khúc trong 7 là "sống động, hài hước, tràn ngập cảm xúc và vô cùng bắt tai, mặc dù chúng không hẳn đã cung cấp một bức tranh đầy đủ về con người đằng sau sân khấu hoặc sau màn ảnh của Lil Nas X." Viết cho tạp chí Rolling Stone, Brittany Spanos khen ngợi EP đã "cân bằng giữa sự đứng đắn và tính thích vui đùa một cách kĩ lưỡng." Tuy nhiên, cô cũng đồng tình với Wood rằng: "Dẫu vậy, nó vẫn đặt ra nhiều câu hỏi về việc Lil Nas X muốn trở thành ai và trở thành cái gì, hơn là đưa ra những câu trả lời cho điều đó." Trong một bài đánh giá trái chiều trên Consequence of Sound, Garrett Gravley mô tả EP là một "loại thức ăn nhẹ hỗn hợp Chex Mix của âm nhạc — yếu ớt nhẹ cân và tốt nhất là nên được sử dụng với liều lượng tăng một cách có chọn lọc, nhưng [nó] cũng gây nghiện theo một cách lạ kỳ."
Nhiều nhà phê bình khác đưa ra những đánh giá tiêu cực hơn. Brian Josephs của Entertainment Weekly chỉ trích sự "kém linh hoạt" của EP và tổng kết bài đánh giá của mình với nhận định rằng: "Với 7, thật khó để biết chắc rằng liệu Lil Nas X có muốn thực hiện một dự án trọn vẹn hay không. May mắn lắm thì [EP này] gồm những thứ có thể tạm coi là các bài hát." Alphonse Pierre cũng đưa ra một đánh giá rất tiêu cực về EP trên Pitchfork với bình luận rằng: "Trong cả 7, không rõ liệu Lil Nas X có thật sự thích âm nhạc hay không [...] EP cuối cùng lại trở thành một sản phẩm của sự hư vô [...] nội dung [của nó] sinh ra chỉ để biện minh cho sự tồn tại của chính nó."

### Giải thưởng và đề cử
| Giải thưởng | Năm  | Hạng mục      | Kết quả | Ng.    |
| ----------- | ---- | ------------- | ------- | ------ |
| Giải Grammy | 2020 | Album của năm | Đề cử   | [ 19 ] |

## Diễn biến thương mại
7 ra mắt ở vị trí á quân trên bảng xếp hạng Billboard 200 của Hoa Kỳ với doanh số đạt 77.000 đơn vị album tương đương, trong đó có 4.000 bản là album thuần. Trong tuần thứ hai, EP tiếp tục giữ vị trí thứ hai trên bảng xếp hạng với 62.800 đơn vị.

## Danh sách bài hát
Thông tin được lấy từ Tidal.
| STT              | Nhan đề                                                  | Sáng tác                                          | Sản xuất                                                    | Thời lượng |
| ---------------- | -------------------------------------------------------- | ------------------------------------------------- | ----------------------------------------------------------- | ---------- |
| 1.               | "Old Town Road (Phối lại)" (hợp tác với Billy Ray Cyrus) | Montero Lamar Hill Billy Ray Cyrus Jocelyn Donald | YoungKio Atticus Ross Trent Reznor                          | 2:37       |
| 2.               | "Panini"                                                 | Hill Kurt Cobain [e]                              | Take a Daytrip Dot da Genius [a]                            | 1:55       |
| 3.               | "F9mily (You & Me)" (với Travis Barker)                  | Hill Barker                                       | Barker                                                      | 2:43       |
| 4.               | "Kick It"                                                | Hill                                              | Lil Nas X Bizness Boi Fwdslxsh Alone In A Boy Band          | 2:22       |
| 5.               | "Rodeo" (với Cardi B)                                    | Hill Cardi B                                      | Take a Daytrip Roy Lenzo Russ Chell                         | 2:39       |
| 6.               | "Bring U Down"                                           | Hill                                              | Ryan Tedder Zach Skelton                                    | 2:12       |
| 7.               | "C7osure (You Like)"                                     | Hill                                              | Boi-1da Alan Ritter Abaz [b] X-Plosive [b] Jahaan Sweet [c] | 2:23       |
| 8.               | "Old Town Road"                                          | Hill                                              | YoungKio Ross Reznor                                        | 1:53       |
| Tổng thời lượng: | Tổng thời lượng:                                         | Tổng thời lượng:                                  | Tổng thời lượng:                                            | 18:44      |

Ghi chú
- ^[a]  chỉ người đồng sản xuất
- ^[b]  chỉ người sản xuất nhiều công đoạn khác nhau
- ^[c]  chỉ nhà sản xuất không được ghi công

Các bài hát lấy mẫu
- ^[d]  "Old Town Road (Phối lại)" và "Old Town Road" sử dụng một đoạn nhạc lấy mẫu từ ca khúc "34 Ghosts IV" (sáng tác bởi Trent Reznor và Atticus Ross, trình bày bởi Nine Inch Nails).
- ^[e]  "Panini" được chèn thêm một đoạn nhạc từ ca khúc "In Bloom" (sáng tác bởi Kurt Cobain, trình bày bởi Nirvana).[17]

## Những người thực hiện
Thông tin lấy từ Tidal.

### Âm nhạc
- Lil Nas X – hát chính, sản xuất (bài 4)
- Cardi B – hát chính (bài 5)
- Billy Ray Cyrus – ca sĩ hợp tác (bài 1)
- Jocelyn "Jozzy" Donald – hát đệm (bài 1)
- Ryan Tedder – hát đệm (bài 6), sản xuất (bài 6), bass (bài 6), trống (bài 6), ghi-ta (bài 6)
- Zach Skelton – hát đệm (bài 6), sản xuất (bài 6), bass (bài 6), trống (bài 6), ghi-ta điện (bài 6)
- YoungKio – sản xuất (bài 1, 8)
- Atticus Ross – sản xuất (bài 1, 8)
- Trent Reznor – sản xuất (bài 1, 8)
- Take a Daytrip – sản xuất (bài 2, 5)
- Travis Barker – sản xuất (bài 3)
- Bizness Boi – sản xuất (bài 4)
- fwdslxsh – sản xuất (bài 4)
- Alone In A Boy Band – sản xuất (bài 4)
- Roy Lenzo – sản xuất (bài 5)
- Russ Chell – sản xuất (bài 5)
- Boi-1da – sản xuất (bài 7)
- Allen Ritter – sản xuất (bài 7)
- Dot da Genius – đồng sản xuất (bài 2)
- Abaz – sản xuất nhiều công đoạn khác nhau (bài 7)
- X-Plosive – sản xuất nhiều công đoạn khác nhau (bài 7)
- Jahaan Sweet – sản xuất nhiều công đoạn khác nhau (bài 7)
- Stephen "Johan" Feigenbaum – đàn dây (bài 4)
- Yasmeen Al-Mazeedi – violin (bài 4)
- Eddie Benjamin – bass (bài 6)
- Danny Win – saxophone (bài 4)[23]

### Kỹ thuật
- Andrew "VoxGod" Bolooki – sản xuất giọng hát, phối khí (bài 1)
- Joe Grasso – kỹ sư (bài 1)
- Thomas Cullison – trợ lý kỹ sư (bài 2), thu âm (bài 4)
- Andy Rodríguez – trợ lý kỹ sư (bài 4)
- Jeremie Inhaber – trợ lý kỹ sư (bài 6)
- Robin Florent – trợ lý kỹ sư (bài 6)
- Scott Desmarais – trợ lý kỹ sư (bài 6)
- Cinco – thu âm (bài 1)
- Denzel Baptiste – thu âm (bài 2, 5)
- Matt Malpass – thu âm (bài 3)
- Jordan "DJ Swivel" Young – phối khí (bài 2, 5)
- Joe Grasso – phối khí (bài 3, 4)
- Eric Lagg – master (bài 1, 3, 4)
- Colin Leonard – master (bài 2, 5)

## Xếp hạng và chứng nhận
| Bảng xếp hạng (2019)                      | Vị trí cao nhất |
| ----------------------------------------- | --------------- |
| Album Úc (ARIA)                           | 5               |
| Album Áo (Ö3 Austria)                     | 72              |
| Album Bỉ (Ultratop Vlaanderen)            | 15              |
| Album Bỉ (Ultratop Wallonie)              | 43              |
| Album Canada (Billboard)                  | 1               |
| Album Đan Mạch (Hitlisten)                | 9               |
| Album Phần Lan (Suomen virallinen lista)  | 8               |
| Album Pháp (SNEP)                         | 15              |
| Album Đức (Offizielle Top 100)            | 99              |
| Iceland (Tonlist)                         | 4               |
| Album Ireland (IRMA)                      | 11              |
| Album Ý (FIMI)                            | 43              |
| Latvia (LAIPA)                            | 2               |
| Lithuania (AGATA)                         | 1               |
| Album New Zealand (RMNZ)                  | 5               |
| Album Thụy Điển (Sverigetopplistan)       | 10              |
| Album Thụy Sĩ (Schweizer Hitparade)       | 63              |
| Album Anh Quốc (OCC)                      | 23              |
| Hoa Kỳ Billboard 200                      | 2               |
| Hoa Kỳ Top R&B/Hip-Hop Albums (Billboard) | 1               |
| Hoa Kỳ Rolling Stone 200                  | 2               |

| Bảng xếp hạng (2019)          | Vị trí |
| ----------------------------- | ------ |
| Úc (ARIA)                     | 99     |
| Bỉ (Ultratop Flanders)        | 130    |
| Bỉ (Ultratop Wallonia)        | 196    |
| Canada (Billboard)            | 28     |
| Đan Mạch (Hitlisten)          | 73     |
| Pháp (SNEP)                   | 93     |
| Thụy Điển (Sverigetopplistan) | 46     |
| Hoa Kỳ Billboard 200          | 46     |

| Quốc gia                                                                           | Chứng nhận | Số đơn vị/doanh số chứng nhận |
| ---------------------------------------------------------------------------------- | ---------- | ----------------------------- |
| Canada (Music Canada)                                                              | Bạch kim   | 80.000‡                       |
| Na Uy (IFPI)                                                                       | Bạch kim   | 20.000*                       |
| Hoa Kỳ (RIAA)                                                                      | Bạch kim   | 1.000.000‡                    |
| * Chứng nhận dựa theo doanh số tiêu thụ. ^ Chứng nhận dựa theo doanh số nhập hàng. |            |                               |